# 拇指

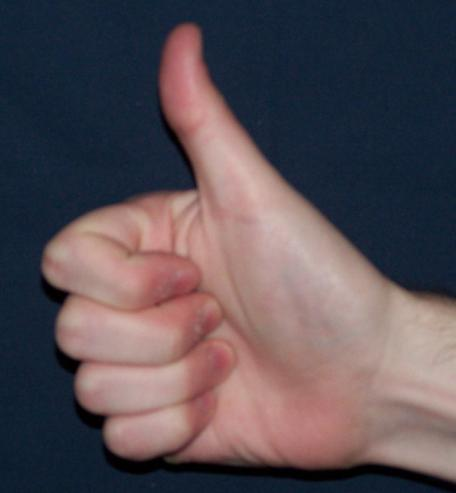
向上豎起拇指，在很多文化中代表讚賞的意思

拇指，又稱大拇指，是第一隻手指，也是五个指头中最强壮的一个，長度與小指相若。
在歐美國家中，在路上豎起大拇指具有搭邊車的含意。
而在希臘、義大利部分地區與中東地區更代表具有敵意的行為。

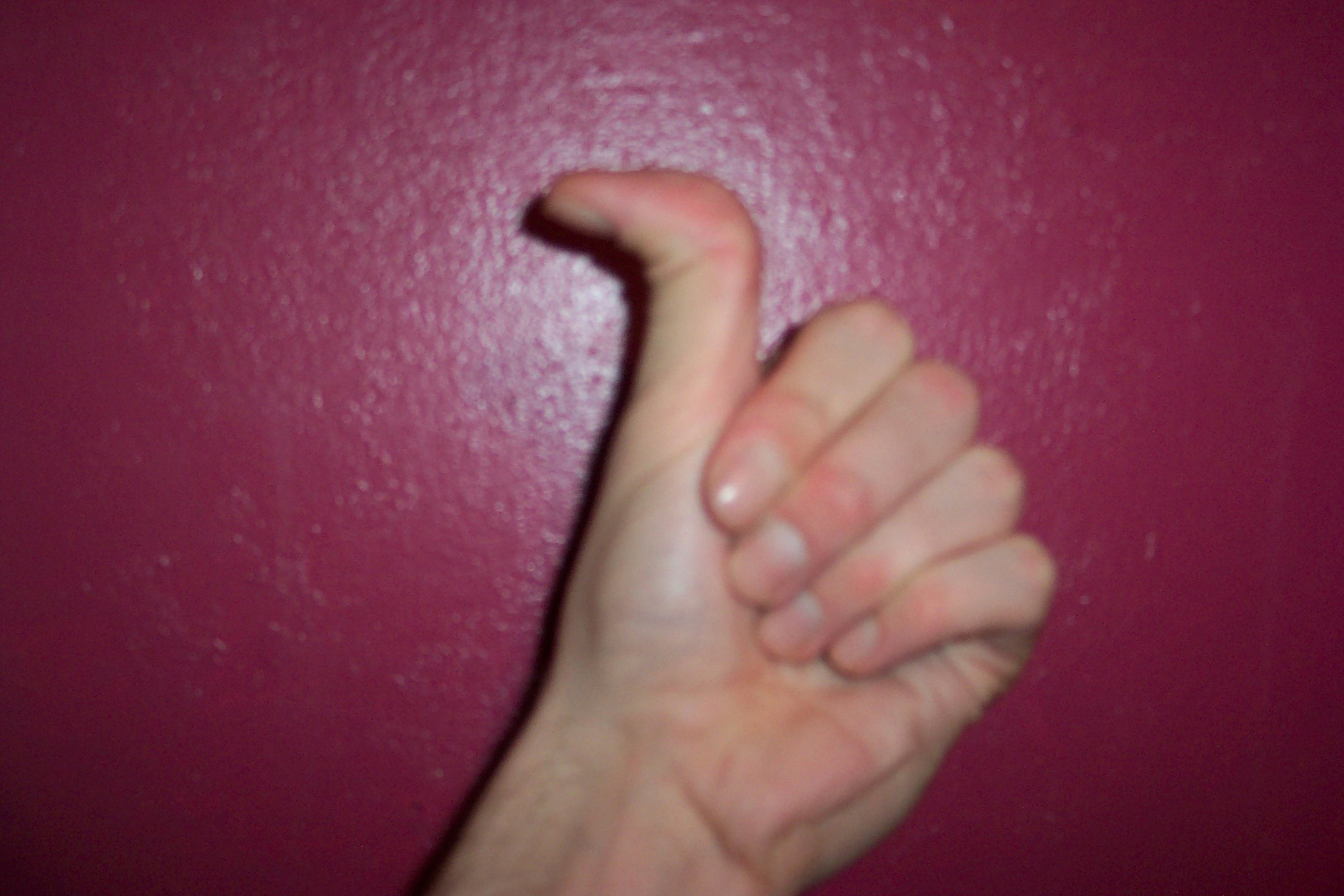
搭車者的拇指（Hitchhiker's thumb）

## 相關文化
- 拇指姑娘 － 安徒生童話中的一個故事
- 拇指山 － 台灣山峰之一
- 画家拇指 － 本名房博，中华人民共和国国家一级美术师、著名画家、全国“画中华名人故居第一人”。